# Luca Beccari

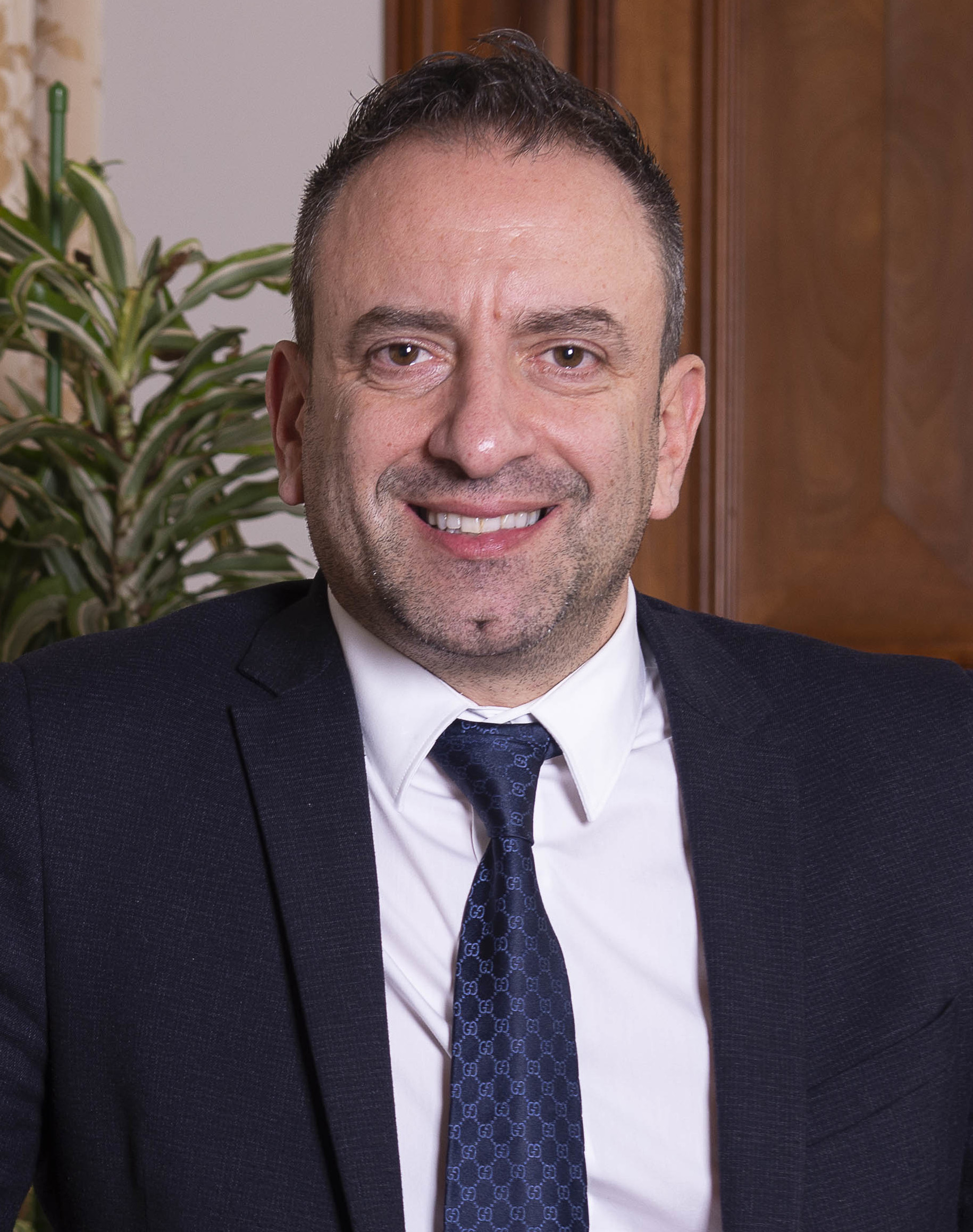
Luca Beccari

Luca Beccari (* 29. Oktober 1974 in San Marino) ist ein Politiker aus San Marino. Er wurde für die Amtszeit vom 1. April 2014 bis 1. Oktober 2014 gemeinsam mit Valeria Ciavatta zum Capitano Reggente (Staatsoberhaupt) von San Marino gewählt. Seit der Parlamentswahl in San Marino 2019 ist er Regierungschef und Außenminister.
Beccari hat ein Diplom als Buchhalter und einen Abschluss in Finanzverwaltung und -controlling. Er ist seit 1997 bei der san-marinesischen Zentralbank (Banca Centrale della Repubblica di San Marino) beschäftigt, wo er von 2005 bis 2006 und von 2008 bis 2012 die Zusammenarbeit mit dem Finanzministerium koordinierte (Coordinatore del Dipartimento Finanze).
Er trat 1993 der PDCS bei und gehört seit 2010 dem Zentralkomitee und dem Parteivorstand an. Bei der Parlamentswahl 2012 wurde Beccari als Nachrücker in das san-marinesische Parlament, den Consiglio Grande e Generale gewählt. Er wurde Mitglied des Finanzausschusses und der Anti-Mafia-Kommission.
Bei der Parlamentswahl im Dezember 2016 verfehlte er den Einzug ins Parlament. Er belegte Platz elf auf der Liste des PDCS, der zehn Mandate gewann. Im März 2017 wurde er zum Vorsitzenden des Zentralkomitees (Presidente del Consiglio Generale) des PDCS gewählt.
Beccari lebt in Serravalle, ist verheiratet und hat einen Sohn.

## Auszeichnungen
Beccari wurde am 4. Juni 2014 mit dem Großkreuz mit Großer Ordenskette des Verdienstordens der Italienischen Republik ausgezeichnet.